# Кахетинцы
Кахети́нцы (груз. კახელები) — этнографическая группа грузинского народа.
Говорят на кахетинском диалекте грузинского языка. Самоназвание — груз. კახელი (кахэли). 

## Расселение
Кахетинцы живут в исторической области Кахетия, которая имеет статус края. Также значительное  число кахетинцев живёт в городе Тбилиси. Ферейданцы, которые являются потомками кахетинцев, переселенных в Иран, считаются отдельной этнографической группой грузин из-за многовекового пребывания в составе другого государства. Кизикцы и ингилойцы — отдельные подгруппы в составе кахетинцев.

## Религия
Кахетинцы исповедует православие и относятся к грузинской православной церкви. 
Ферейданцы, переселенные шахом Аббасом I в Иран в начале XVII века, стали исповедовать ислам шиитского толка.   

## Известные кахетинцы

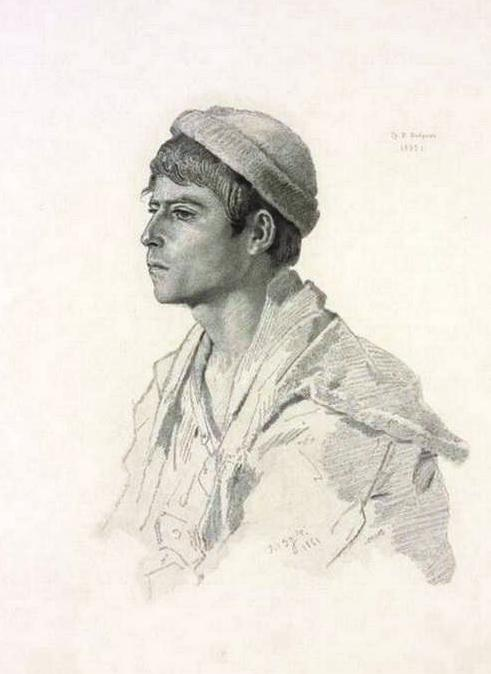
Кахетинец. Рисунок Теодора Горшельта. Альбом «Кавказские походные рисунки» (Санкт-Петербург, 1896)

- Нико Пиросмани (Пиросманашвили), (1862 — 1918), грузинский художник-примитивист, самоучка
- Асатиани, Кахи Шалвович (1947 — 2002) — советский грузинский футболист, тренер.
- Бачакашвили Иосиф (1911 — ?) — советский полководец.
- Тедиашвили, Леван Китоевич (1948 — 2024) — советский грузинский борец вольного стиля и самбист.
- Ладо Атанели (род. 1963) — оперный певец.
- Сараджишвили Иван — известный певец начала XX века.
- Гоголашвили Георгий (род. 1997) —  футболист клуба «Шукура».
- Джорджадзе Дмитрий — сын князя Александра Джорджадзе, титулярного советника, мирового посредника в Грузии.
- Нана Джорджадзе, режиссер, сценарист, лауреат Каннского фестиваля
- Мревлишвили Маквала — советская грузинская детская писательница.
- Мчедлишвили Давид — политический деятель.
- Леонидзе Георгий — писатель, академик.
- Нонешвили Иосиф — писатель.
- Квернадзе Бидзина — композитор.
- Князь Илья Чавчавадзе — грузинский поэт, публицист и общественный деятель, националист, боровшийся за суверенитет Грузии. Одна из самых заметных национальных фигур Грузии начала XX века.
- Нина Чавчавадзе (1812 — 1857), грузинская аристократка, дочь поэта, князя Александра Чавчавадзе, жена русского поэта и дипломата Александра Грибоедова.
- Николай Чавчавадзе — генерал, участник Кавказской войны.
- Котэ Марджанишвили —  режиссёр, основатель грузинской режиссёрской школы.
- Фамарь Марджанова — святая игуменья, основательница монастырей.
- епископ Феодор — епископ церкви.
- Чиладзе Тамаз — писатель, поэт, драматург.
- Чиладзе Отар — грузинский писатель, поэт, драматург. В 1998 году был номинирован на Нобелевскую премию по литературе.